# Tào Cữu
Tào Cữu (chữ Hán: 曹咎, ?-203 TCN) là tướng nhà Tần và nước Sở thời Hán Sở trong lịch sử Trung Quốc.

## Giúp Hạng Lương
Theo Sử ký, Tào Cữu làm chức quan coi ngục ở đất Kỳ thời Tần. Ông có quen biết với Hạng Lương - con tướng Hạng Yên nước Sở thời Chiến Quốc. Hạng Lương phạm tội, bị giam tại Lịch Dương.
Hạng Lương bèn nhờ Tào Cữu viết thư cho Tư Mã Hân là quan coi ngục ở Lịch Dương. Tư Mã Hân nhận thư của Tào Cữu bèn tha cho Hạng Lương.

## Để mất Thành Cao
Năm 209 TCN, Trần Thắng khởi binh chống nhà Tần. Hạng Lương khởi binh ở đất Cối Kê hưởng ứng Trần Thắng.
Trần Thắng và Hạng Lương lần lượt chết trong cuộc chiến chống Tần. Cháu Hạng Lương là Hạng Vũ trở thành viên tướng cầm đầu chư hầu lật đổ nhà Tần năm 206 TCN. Tào Cữu theo Hạng Vũ, được phong làm Đại tư mã, tước Hải Xuân hầu.
Sau khi nhà Tần mất, chiến tranh Hán Sở bùng nổ. Hạng Vũ và Lưu Bang tranh giành quyền bá chủ thiên hạ. Hạng Vũ đánh bại quân Hán nhiều trận, chiếm hai thành quan trọng là Vinh Dương và Thành Cao. Nhưng trong lúc quân Sở thắng trận thì tướng Hán là Hàn Tín lại liên tiếp diệt các chư hầu theo nước Sở là Ngụy, Triệu, chiêu hàng Yên và diệt Tề. Đồng thời, tướng nước Lương là Bành Việt lại quấy rối hậu phương quân Sở, cắt đường vận lương.
Năm 203 TCN, Hạng Vũ buộc phải thân chinh đi đánh Bành Việt, sai Tư Mã Hân cùng Tào Cữu và Đổng Ế ở lại giữ Thành Cao. Trước khi đi, Hạng Vũ dặn các tướng phải giữ Thành Cao cẩn thận, chỉ cần cố thủ trong 15 ngày thì Hạng Vũ sẽ trở về.
Trong lúc Hạng Vũ đánh Lương đang thuận lợi, thu phục được nhiều thành trì thì quân Hán kéo đến đánh Thành Cao. Quân Hán mấy lần khiêu chiến với quân Sở nhưng các tướng Sở không chịu ra. Quân Hán sai người mắng nhiếc năm sáu ngày. Tào Cữu nổi giận không kìm được, cùng Đổng Ế và Tư Mã Hân đem quân vượt qua sông Tự Thủy đánh địch. Quân Sở vừa mới ra giữa sông, bị quân Hán đánh úp. Quân Sở thua tan tác. Đổng Ế cùng Tào Cữu và Tư Mã Hân hối không kịp, bèn cùng nhau tự đâm cổ chết giữa sông Tự Thủy.